# Equipo de la United Cup de España
El equipo español de United Cup es el equipo de jugadores de nacionalidad española en dicha competición internacional. 

## Jugadores
A continuación se presenta un listado de jugadores convocados en las distintas ediciones. Aparecen en negrita los jugadores activos.
| Jugador                      | Año debut | Años disputados | Partidos individuales jugados | Partidos de dobles jugados | Finales disputadas | Títulos |
| ---------------------------- | --------- | --------------- | ----------------------------- | -------------------------- | ------------------ | ------- |
| Badosa, Paula                | 2023      | 1               | 1                             | 0                          | 0                  | 0       |
| Bassols, Marina              | 2024      | 2               | 0                             | 0                          | 0                  | 0       |
| Bouzas Maneiro, Jessica      | 2023      | 2               | 2                             | 2                          | 0                  | 0       |
| Carballés, Roberto           | 2024      | 1               | 0                             | 0                          | 0                  | 0       |
| Carreño, Pablo               | 2023      | 2               | 2                             | 1                          | 0                  | 0       |
| Cavalle Reimers, Yvonne      | 2025      | 1               | 0                             | 2                          | 0                  | 0       |
| Davidovich Fokina, Alejandro | 2024      | 1               | 2                             | 2                          | 0                  | 0       |
| Martos Gornés, Sergio        | 2025      | 1               | 0                             | 1                          | 0                  | 0       |
| Nadal, Rafael                | 2023      | 1               | 2                             | 0                          | 0                  | 0       |
| Párrizas, Nuria              | 2023      | 1               | 2                             | 0                          | 0                  | 0       |
| Ramos, Albert                | 2023      | 1               | 2                             | 0                          | 0                  | 0       |
| Sorribes, Sara               | 2024      | 1               | 2                             | 2                          | 0                  | 0       |
| Taberner, Carlos             | 2025      | 1               | 0                             | 0                          | 0                  | 0       |
| Vega Hernández, David        | 2023      | 2               | 0                             | 2                          | 0                  | 0       |
| Vicens Mas, Rosa             | 2024      | 1               | 0                             | 0                          | 0                  | 0       |

## Capitanes
A continuación se presenta una lista de los capitanes en las distintas ediciones.
| Capitán                       | Años de capitanía | Títulos |
| ----------------------------- | ----------------- | ------- |
| Aguirre, Jorge                | 2024              | 0       |
| López, Marc                   | 2023              | 0       |
| Sánchez de Luna, José Antonio | 2025              | 0       |

## Resultados

### Año 2023
| Jugadores convocados | Jugadores convocados |
| -------------------- | -------------------- |
| Paula Badosa         | Nº 1 WTA             |
| Rafael Nadal         | Nº1 ATP              |
| Nuria Párrizas       | Nº 2 WTA             |
| Pablo Carreño        | Nº2 ATP              |
| Jessica Bouzas       | Dobles WTA           |
| David Vega Hernández | Dobles ATP           |
| Albert Ramos         | Alternativa          |
| Capitán              |                      |
| Marc López           |                      |

| RESULTADOS FASE DE GRUPOS Grupo D (Sídney) | RESULTADOS FASE DE GRUPOS Grupo D (Sídney) | RESULTADOS FASE DE GRUPOS Grupo D (Sídney) | RESULTADOS FASE DE GRUPOS Grupo D (Sídney) | RESULTADOS FASE DE GRUPOS Grupo D (Sídney) | RESULTADOS FASE DE GRUPOS Grupo D (Sídney) |
| ------------------------------------------ | ------------------------------------------ | ------------------------------------------ | ------------------------------------------ | ------------------------------------------ | ------------------------------------------ |
| Bandera de España                          | España                                     | 1                                          | 4                                          | Reino Unido                                | Bandera del Reino Unido                    |
| Bandera de España                          | España                                     | 2                                          | 3                                          | Australia                                  | Bandera de Australia                       |

### Año 2024
| Jugadores convocados | Jugadores convocados |
| -------------------- | -------------------- |
| Sara Sorribes        | Nº 1 WTA             |
| Alejandro Davidovich | Nº1 ATP              |
| Marina Bassols       | Nº 2 WTA             |
| Roberto Carballés    | Nº2 ATP              |
| Rosa Vicens Mas      | Dobles WTA           |
| David Vega Hernández | Dobles ATP           |
| Capitán              |                      |
| Jorge Aguirre        |                      |

| RESULTADOS FASE DE GRUPOS Grupo A (Perth) | RESULTADOS FASE DE GRUPOS Grupo A (Perth) | RESULTADOS FASE DE GRUPOS Grupo A (Perth) | RESULTADOS FASE DE GRUPOS Grupo A (Perth) | RESULTADOS FASE DE GRUPOS Grupo A (Perth) | RESULTADOS FASE DE GRUPOS Grupo A (Perth) |
| ----------------------------------------- | ----------------------------------------- | ----------------------------------------- | ----------------------------------------- | ----------------------------------------- | ----------------------------------------- |
| Bandera de España                         | España                                    | 2                                         | 1                                         | Brasil                                    | Bandera de Brasil                         |
| Bandera de España                         | España                                    | 1                                         | 2                                         | Polonia                                   | Bandera de Polonia                        |

### Años 2025
| Jugadores convocados            | Jugadores convocados |
| ------------------------------- | -------------------- |
| Jéssica Bouzas                  | Nº 1 WTA             |
| Pablo Carreño                   | Nº1 ATP              |
| Marina Bassols                  | Nº 2 WTA             |
| Carlos Taberner                 | Nº2 ATP              |
| Yvonne Cavalle Reimers          | Dobles WTA           |
| Sergio Martos Gornés            | Dobles ATP           |
| Capitán                         |                      |
| José Antonio Sánchez de la Luna |                      |

| RESULTADOS FASE DE GRUPOS Grupo C (Perth) | RESULTADOS FASE DE GRUPOS Grupo C (Perth) | RESULTADOS FASE DE GRUPOS Grupo C (Perth) | RESULTADOS FASE DE GRUPOS Grupo C (Perth) | RESULTADOS FASE DE GRUPOS Grupo C (Perth) | RESULTADOS FASE DE GRUPOS Grupo C (Perth) |
| ----------------------------------------- | ----------------------------------------- | ----------------------------------------- | ----------------------------------------- | ----------------------------------------- | ----------------------------------------- |
| Bandera de España                         | España                                    | 1                                         | 2                                         | Kazajistán                                | Bandera de Kazajistán                     |
| Bandera de España                         | España                                    | 1                                         | 2                                         | Grecia                                    | Bandera de Grecia                         |